# Nathan Road
Die Nathan Road (chinesisch 彌敦道 / 弥敦道, Pinyin Mídūn dào, Jyutping Nei4deon1 dou6, Yale Nei4deun1 dou6, IPA (kantonesisch) [Nȅitɵ́n tòu]) ist die Hauptverkehrsstraße im Ortsteil Kowloon in Hongkong. Sie führt in südnördlicher Richtung von Tsim Sha Tsui nach Sham Shui Po und überquert dabei auch die ehemaligen Distrikte Yau Ma Tei und Mong Kok.
Die Straße ist ca. 3,6 km lang. Sie beginnt im Süden am Victoria Harbour und endet im Norden an der Boundary Street (界限街 – „Grenzstraße“). Die sechsspurige Nathan Road bildet die wichtigste Straßenverbindung der beiden Regionen Kowloon und den New Territories. Sie ist gesäumt von Hotels, Banken, Geschäften und Einkaufszentren.

## Geschichte
Der erste Abschnitt der Straße wurde im Jahr 1861 fertiggestellt. Es war die erste Straße, die in Kowloon nach der Pekinger Konvention, die Landabtretung an Großbritannien durch die Qing-Dynastie, im Jahr 1860 gebaut wurde.
Der ursprüngliche Name der Straße war Robinson Road (羅便臣道), benannt nach Sir Hercules Robinson (夏喬士·羅便臣), dem 5. Gouverneur von Hongkong. Um Verwechslungen mit der Robinson Road auf der Insel Hongkong zu vermeiden, wurde die Straße 1909 nach Sir Matthew Nathan (馬太·彌敦), dem 13. Gouverneur, der von 1904 bis 1907 im Amt war, in Nathan Road umbenannt.
Die Nathan Road war ursprünglich eine Wohnstraße mit Kolonialbauten und Standort der Kasernensiedlung Whitfield Barracks (威菲路軍營 bzw. 威菲路兵房), wo sich heute der Kowloon Park befindet. An der Straße befand sich auch die 1906 fertiggestellte Saint Andrew's Church (聖安德烈堂), die älteste Kirche der anglikanische Kirchengemeinschaft in Kowloon.
Der Abschnitt von der Gascoigne Road (加士居道) bis zur Argyle Street (亞皆老街) hieß ursprünglich Coronation Road (加冕道), in Erinnerung an die Krönung des britischen Königs George V. im Jahr 1911. Dieser Abschnitt wurde 1926 bis zur Boundary Street verlängert und später nach dem Zusammenschluss mit der Nathan Road umbenannt und ist heute Teil des nördlichen Endabschnitts der Nathan Road.

## Bekannte Gebäude und Wahrzeichen (Auswahl)
Entlang der Nathan Road befinden sich mehrere bekannte Gebäude und Wahrzeichen der Stadt Hongkong.
- Chungking Mansions
- Kowloon Central Post Office
- Kowloon Mosque and Islamic Centre
- Kowloon Park
- St Andrew's Church (Kowloon)
- The Peninsula Hotel

## Galerie

Nathan Road – 彌敦道
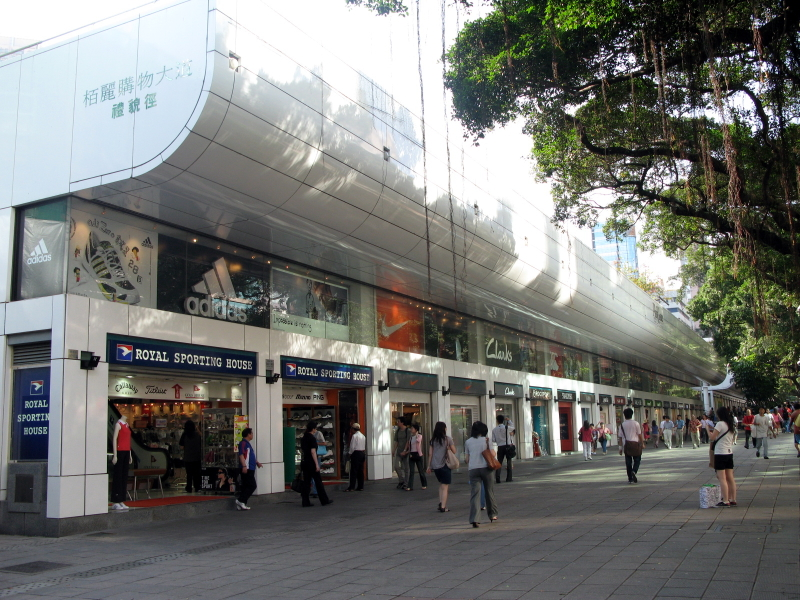
Nathan Road, Park Lane Einkaufsmeile, Abschnitt Kowloon Park, TST
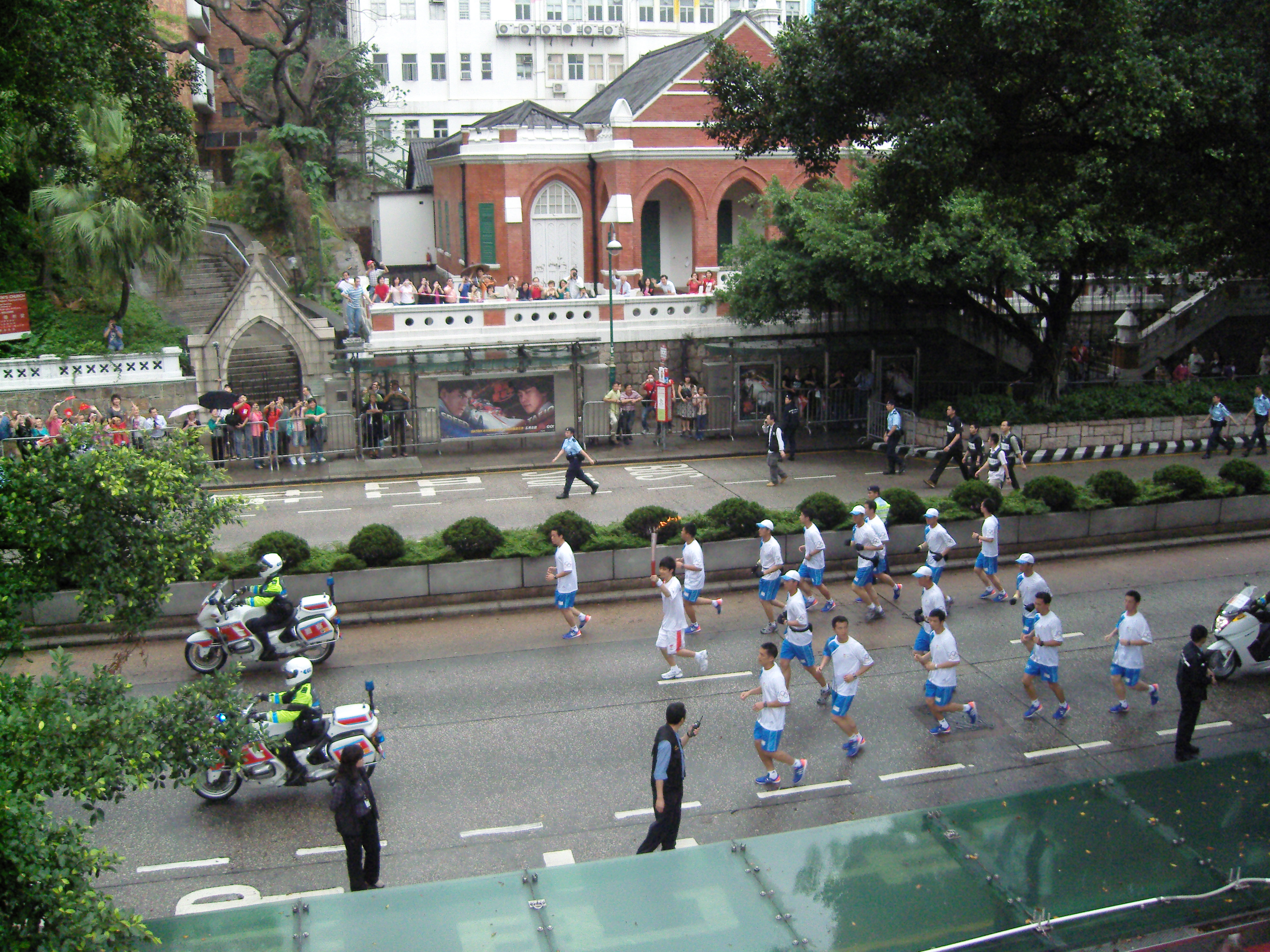
Nathan Road, Olympischer Fackellauf 2008, Abschnitt St Andrew's Church
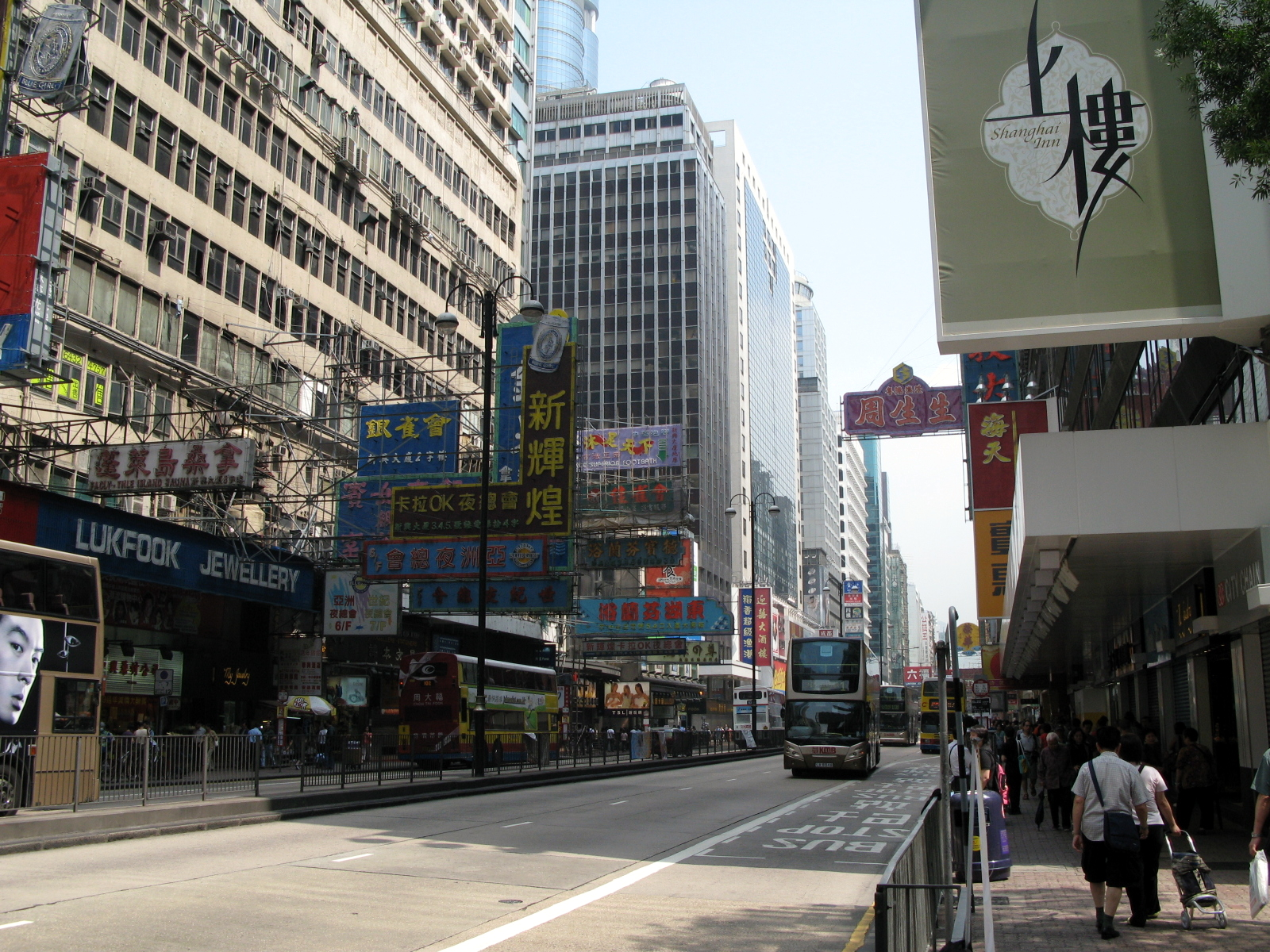
Nathan Road, Abschnitt Mongkok.
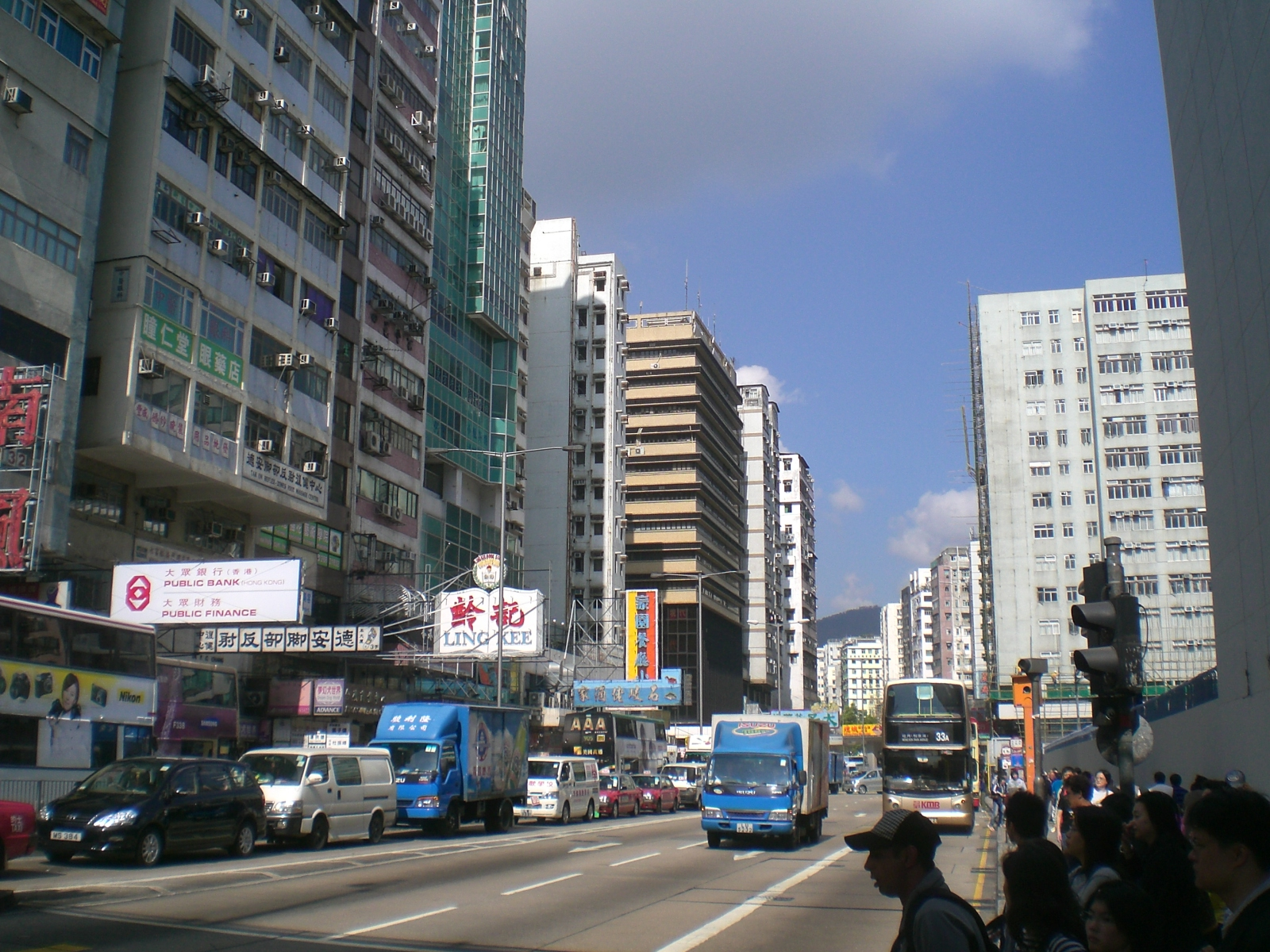
Nathan Road, Abschnitt Prince Edward
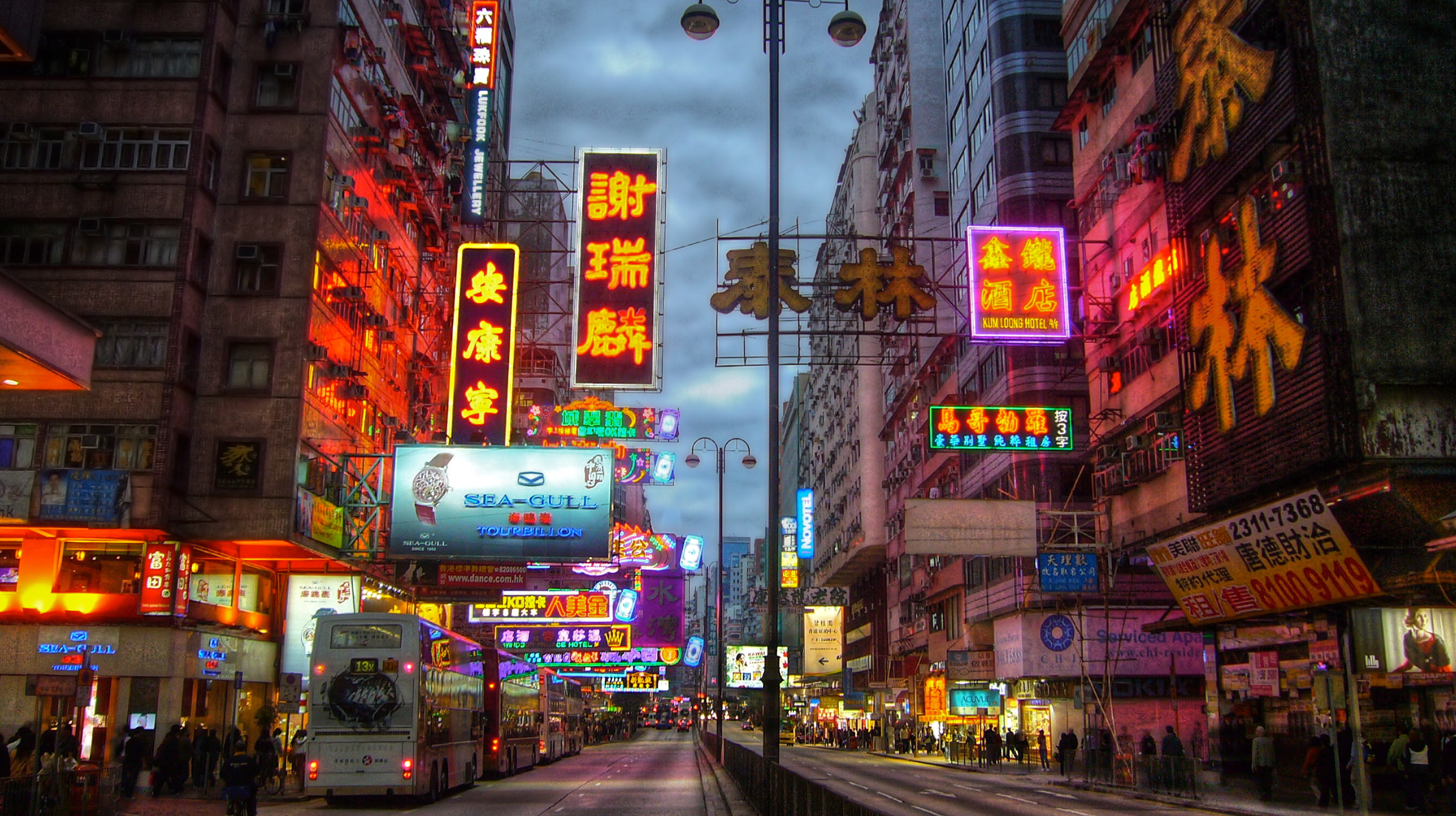
Nathan Road, Panorama bei Nacht, Abschnitt Jordan